# IKCO Tara
IKCO Tara (перс. تارا, кодова назва: K132) — компактний (сегмент C) седан, який виробляє іранський автовиробник Iran Khodro з 2021 року. Цей автомобіль є похідною від Peugeot 301 і базується на платформі IKP1 яка є модифікованою версією платформи PSA PF1. В результаті платформу поділяють з Peugeot 208, Peugeot 2008 і Citroën C-Elysée.

## Історія
У 2016 році, після оголошення JCPOA, Iran Khodro і Peugeot Citroën мали намір спільно виробляти Peugeot 301, Peugeot 208 і Peugeot 2008 як спільне підприємство IKAP (Iran Khodro Automobile Peugeot). Після повернення санкцій США в 2018 році Peugeot залишив Іран, а IKAP призупинили. У результаті Іран Ходро модифікував Peugeot 301, щоб виробляти його на місцевому рівні, і результатом стала Tara, яка була вперше представлена 19 лютого 2020 року на полях засідання кабінету міністрів Хасана Рухані. K132 був офіційно представлений компанією Iran Khodro на заводі SAPCO. Перший попередній продаж автомобіля відбувся 8 липня 2020 року.

## Дизайн
Деталі бічної рами, кабіни та рами даху автомобіля є загальними для Peugeot 301 і Citroën C3-XR, а найбільше змін було внесено в дизайн передньої та задньої частини автомобіля. За словами Iran Khodro, ця машина «інтерналізована на 92 %».

## Технічні особливості
Автомобіль випускається з двома варіантами коробки передач (механічною і автоматичною). В автомобілі використовується двигун TU5P, який є вдосконаленою версією двигуна PSA TU5, модифікованого IKCO, який тепер має систему CVVT (також звану системою змінного газорозподілу). Двигун об'ємом 1600 куб.см, 4-циліндровий, 16-клапанний непрямий упорскування. Силовий агрегат видає 115 к.с. (85 кВт; 113 к.с.) і 144 Нм. Він має подвійний верхній розподільний вал. Довжина автомобіля становить 4519 мм, ширина автомобіля — 1953 мм (1748 мм без бічних дзеркал), а висота — 1466 мм. Вага порожнього автомобіля з повним баком і МКПП становить 1170 кг (1268 кг з АКПП); Він має 50-літровий паливний бак, відповідає стандарту викидів Euro5 і оснащений електричним підсилювачем керма. Максимальна швидкість, яку він може розвивати, становить 190 км/год, а прискорення автомобіля від 0 до 100 км/год у моделях з механічною та автоматичною коробками передач становить 12,5 та 13 секунд відповідно.

## V3 і V4
У 2023 році Iran Khodro вирішив випустити більш розкішну версію Tara з ручним і автоматичним приводом під назвою V3 і V4 через скарги людей на те, що автомобіль недостатньо розкішний. V3 отримав нову 6-ступінчасту механічну коробку передач, таку ж, як і в IKCO Dena Manual 6SPD, а також люк з електронним приводом, новий дизайн задніх ліхтарів, антену в дизайні Shark, систему запуску без ключа, панель підлокітників для другого ряду. сидіння та дзеркала, що автоматично складаються.
V4 отримав новий дизайн люка, тримач для сонцезахисних окулярів, підігрів сидінь, кнопку SOS/екстрених служб, антену Shark Design і панель підлокітників для сидінь другого ряду.
Але через деякий час люди повідомили про деякі проблеми з версією V4. Після цього IKCO створила нову версію автомобіля під назвою V4 LX, яка є трохи вдосконаленою версією V4 з деякими незначними змінами, які включають: датчик удару в багажнику, проектор привітання у дверях і якісніший інтер'єр. Після цього IKCO припинив продаж звичайного V4 і продає лише моделі V1, V1+ і V4 LX.

## Галерея

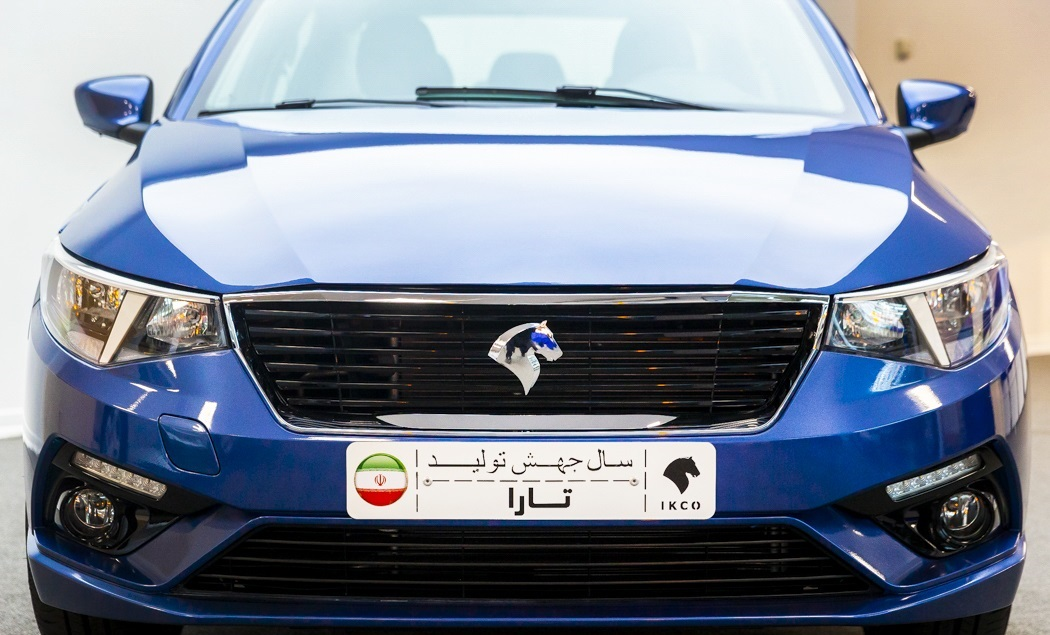
Вид спереду
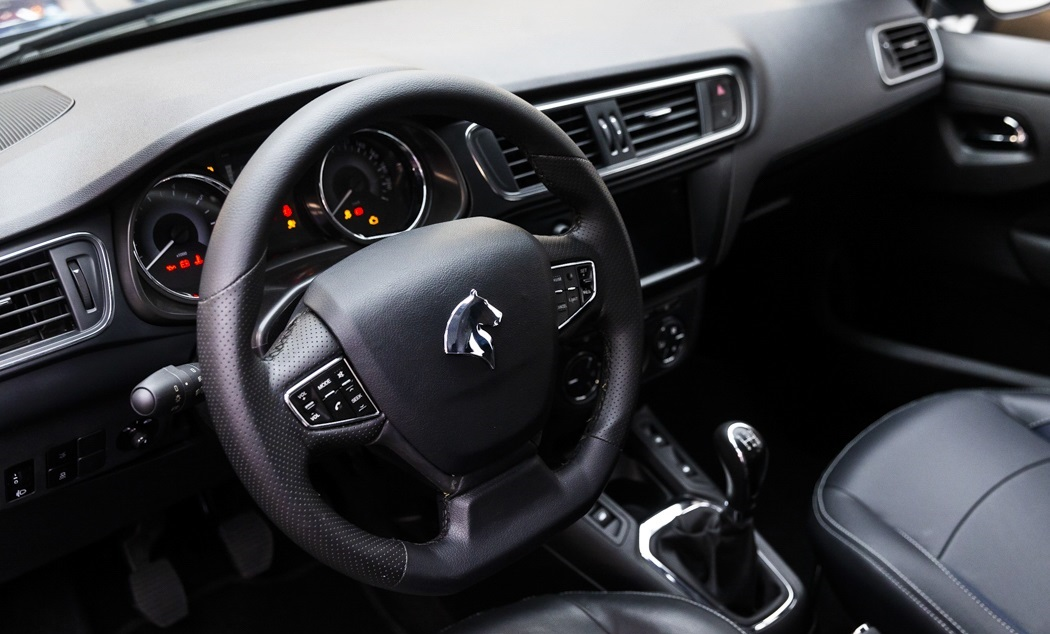
Інтер'єр
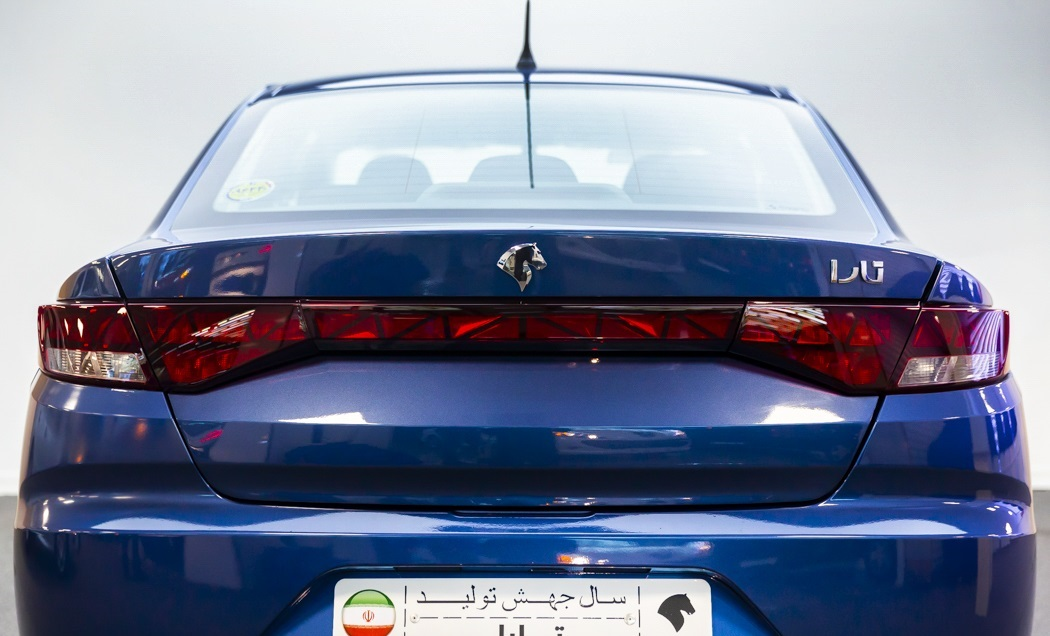
Вид ззаду